# Kurt-Weill-Fest

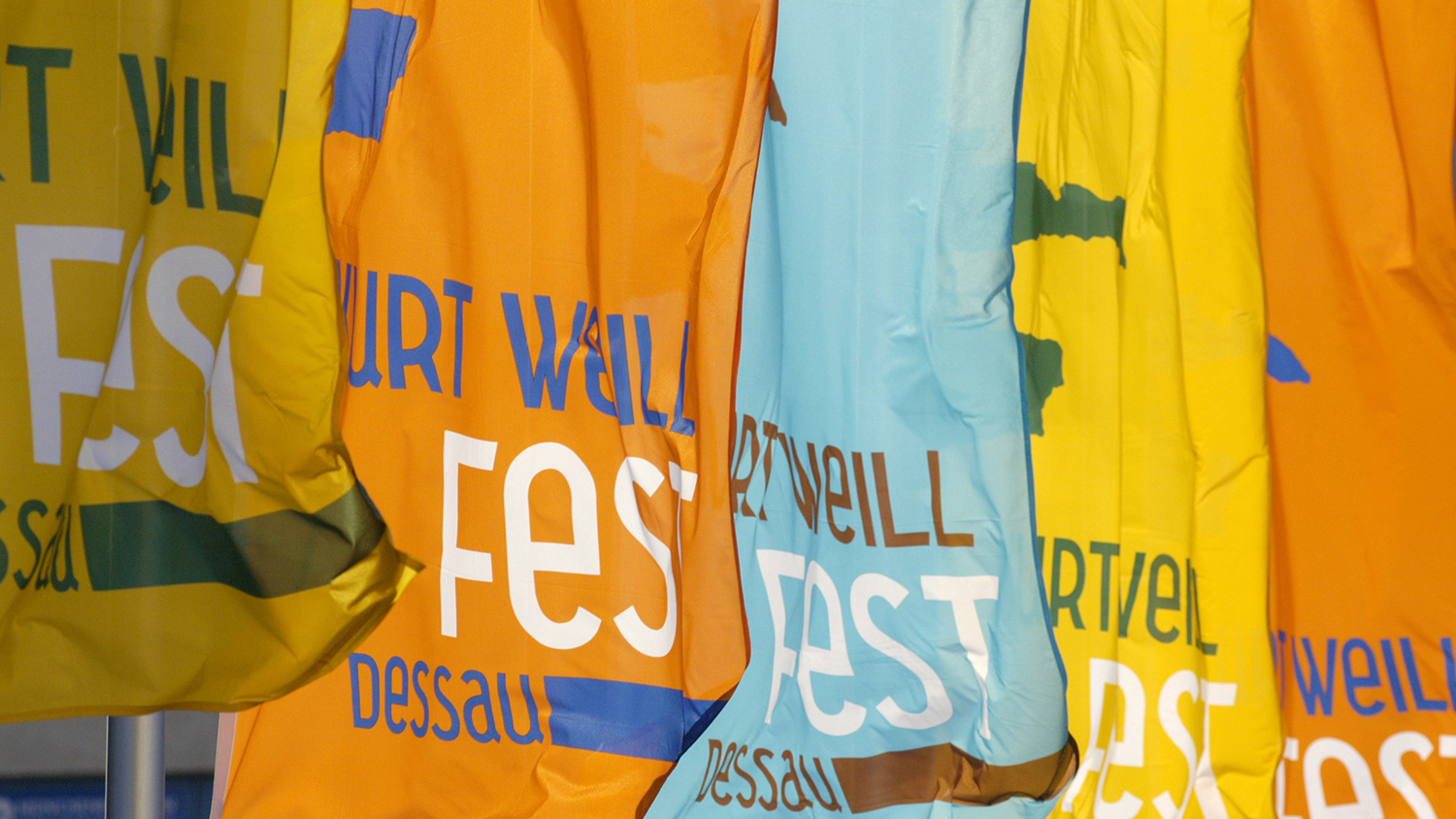
Fahnen des Kurt-Weill-Festes

Das Kurt-Weill-Fest (Eigenschreibweise Kurt Weill Fest) ist ein in der Stadt Dessau-Roßlau stattfindendes Kulturfest zu Ehren des Komponisten Kurt Weill.

## Geschichte
Das Fest findet seit 1993 jährlich Anfang März in Kurt Weills Geburtsstadt Dessau statt und dauert meist zehn Tage. Zu den Veranstaltungen gehören Ausstellungen, Vorträge und musikalische Darbietungen im Bereich Oper, Klassik und zeitgenössische Musik. Veranstalter des Festivals ist die Kurt-Weill-Gesellschaft e. V., gefördert wird es durch das Land Sachsen-Anhalt und die Kurt Weill Foundation for Music in New York City.

### Krieg und Frieden (2002)
Eröffnet wurde das vom 1. bis 10. März 2002 andauernde Festival mit der Oper Die „Bürgschaft“, unter der Leitung von Jonathan Eaton. Im Kulturpalast Bitterfeld wurde Weills erstes amerikanisches Musical „Johnny Johnson“ aufgeführt.

### Noten und Münzen (2003)
An den 31 Veranstaltungen, die sich alle mit dem Motto befassten, beteiligten sich fast 300 nationale und internationale Künstler. Im Mittelpunkt stand die Eröffnungsveranstaltung, eine Inszenierung der Dreigroschenoper von Regisseur Milan Sladek. Weitere Aufführungen waren zum Beispiel die „Beggar’s Opera“, die Dinnershow „Money makes the world go around“, „Harmoniemusik“ und Beethovens „Wut über den verlorenen Groschen“.

### Stadtkultur (2004)
Zum 12. Fest vom 27. Februar bis 7. März 2004 unter dem Motto „Stadtkultur“ kamen 8.000 Gäste zu 35 Einzel-Veranstaltungen im Rahmen des Festes. Über 300 Künstler, unter anderem aus den USA, Frankreich, Deutschland und Israel, nahmen an dem Fest teil. Die Eröffnungsveranstaltung war die Premiere der Weill-Oper „Street Scene“ in einer Inszenierung von Nicholas Muni.

### Fluchtpunkt Amerika (2005)
2005 stand das vom 25. Februar bis zum 6. März stattfindende Festival unter dem Motto Fluchtpunkt Amerika.

### Weill & Brecht (2006)
Das Kurt-Weill-Fest 2006 fand vom 24. Februar bis 5. März statt. Motto war „Weill & Brecht“ anlässlich des 50. Todestages des Dichters Bertolt Brecht, mit dem Weill mehrfach zusammenarbeitete (darunter auch Die Dreigroschenoper). Ein Großteil der Werke, die Weill und Brecht erarbeiteten, wurden 2006 aufgeführt, darunter Aufstieg und Fall der Stadt Mahagonny, Berliner Requiem, Der Jasager und Die sieben Todsünden. Bei der „Initiative Deutschland – Land der Ideen“ war das Kurt-Weill-Fest am 4. März 2006 mit der Aufführung „Aufstieg und Fall der Stadt Mahagonny“ als Ort des Tages vertreten.

### Weill getanzt (2007)
Über 11.000 Besucher hatte das Festival bei der 15. Auflage vom 2. bis 11. März 2007. Motto im Jahr 2007 war „Weill getanzt“. Eröffnet wurde das Fest mit der Premiere des Tanztheaterstücks „Tango Palast“ der Gregor Seyffert Companie im Anhaltischen Theater.

### (alb)Träume (2008)
Vom 29. Februar bis 9. März 2008 stand das Festival unter dem Motto (alb)Träume. Programmpunkte wurden von Künstlern wie HK Gruber, das Mahler Chamber Orchestra, Ian Bostridge und Klaus Doldinger gestaltet. Der Film Nosferatu – Eine Symphonie des Grauens wurde live vom Filmorchester Babelsberg begleitet und das szenische Konzerts „Broadway Dreams“ wurde aufgeführt. Der Kartenvorverkauf begann bereits im November 2007.

### Round about Weill (2009)
Das Festival im Jahr 2009 hatte den Schwerpunkt im Bereich Jazz, es sollte jedoch kein reines Jazzfestival werden. Vom 27. Februar bis 8. März 2009 gab es Aufführungen von Künstlern wie dem schwedischen Posaunisten Nils Landgren, dem US-amerikanischen Monty Alexander Trio und der norwegischen Sängerin Tora Augestad. Als Eröffnungsproduktion des Anhaltischen Theaters wurde das gesungene Ballett „Die Sieben Todsünden“ aufgeführt. Involviert waren dabei das Puppentheater Magdeburg, die Hochschule für Schauspielkunst Ernst Busch und die Hochschule für Musik Hanns Eisler Berlin.

### New Art is True Art (2010)
Mit einem umfangreichen Programm präsentierte das 18. Kurt-Weill-Fest das Werk des Dessauer Komponisten, wobei zwei Werke ihre Uraufführungen feierten Das Festivalmotto 2010 „New Art is True Art“ wurde einem Song aus Kurt Weills erfolgreichstem Broadway-Musical „One Touch of Venus“ entlehnt.
Eröffnet wurde das Festival mit dem Auftragswerk „Die Wunde Heine“, einer Neukomposition von Helmut Oehring.
Die zweite Uraufführung erarbeitete der Komponist Moritz Eggert zusammen mit dem Bachmann-Preisträger Franzobel. Die „Bordellballade. Ein Dreigoscherlnstück“ feierte in der Produktion des Theater Koblenz auf der historischen Bauhausbühne seine Uraufführung.

### Berlin im Licht (2011)
Das Kurt-Weill-Fest widmete sich in den Jahren 2011–2013 den Lebens- und Arbeitsstationen von Kurt Weill und begann 2011 mit „Berlin im Licht“. Dabei konzentrierte sich das 19. Fest auf die musikalisch-kulturelle Vielfalt Berlins zur Zeit der Weimarer Republik.

### Hommage à Paris (2012)
Das 20. Kurt-Weill-Fest thematisierte Weills Aufenthalt in Paris, der nach seiner Flucht aus Nazi-Deutschland von März 1933 bis September 1935 hier lebte.

### New York, New York (2013)
Die letzte Station der dreijährigen Trilogie behandelte New York – die letzte Heimat Kurt Weills und Ort dessen Wirkens am Broadway.

### „Aufbruch – Weill & die Medien“ (2014)
Das 22. Kurt-Weill-Fest begann am 21. Februar 2014 und endete am 9. März 2014. Es stand unter dem Motto „Aufbruch – Weill & die Medien“.
In den 20er Jahren lebte Kurt Weill in Berlin. In dieser Zeit revolutionierten die neuen Massenmedien Radio und Film die Medienlandschaft. Kurt Weill selbst schrieb als Redakteur seit Ende 1924 Texte für die Wochenzeitschrift „Der Deutsche Rundfunk“. Doch nicht nur mit theoretischen Schriften befasste sich der junge Kurt Weill, sondern auch mit dem Rundfunk als Medium für Musik. Er komponierte eigene Rundfunkwerke wie beispielsweise „Der Lindberghflug“ oder das Konzert für Violine und Blasorchester op. 12. Mit diesen Werken legte Weill den Grundstein für seine musikalische Karriere. Das Radio begleitete ihn auch in seinen Schaffensperioden in Paris und New York. So komponierte er seine in Colleges und Highschools so erfolgreiche Volksoper „Down in the Valley“ ursprünglich für das Radio. Viele Songs aus Weills erfolgreichen Broadwaymusicals (u. a. „Lady in the Dark“ und „One Touch of Venus“) wurden zu gefeierten Radiohits in den Vereinigten Staaten.
Artist-in-Residence des 22. Kurt-Weill-Fest waren der Generalmusikdirektor des Anhaltischen Theaters Dessau Antony Hermus und die Anhaltische Philharmonie Dessau. Diese haben ihr Können bei insgesamt 11 Veranstaltungen präsentiert, darunter das Eröffnungskonzert, in dem unter anderem „Der Lindberghflug“ gespielt wurde, und zwei „Tweetfonie“-Konzerte. Für letztere wurde eine eigene Website eingerichtet, auf der Twitter-Nutzer mit Hilfe einer digitalen Klaviertastatur Melodien in der Länge von Twitternachrichten aufnehmen und an das Kurt-Weill-Fest schicken konnten. 53 dieser Melodien wurden an Komponisten in der ganzen Welt verschickt, die innerhalb von 24 Stunden ca. 1-minütige Orchesterstücke daraus arrangierten. Die Anhaltische Philharmonie spielte die Uraufführungen am 3. Februar 2014 unter der Leitung von Antony Hermus ohne vorherige Probe direkt vom Blatt. Dieses Konzert war das erste seiner Art in Deutschland, die Idee stammt von dem holländischen Metropole Orkest und Havas Worldwide Amsterdam.
Weitere Programmhöhepunkte waren unter anderem die Konzerte des Ensemble Modern, der Internationalen Ensemble Modern Akademie (IEMA) und des Ensemble Modern Orchestras (EMO) sowie die Aufführung der bekannten Volksoper „Down in the Valley“. Der Filmmusiker Klaus Doldinger war mit seiner Band Passport zu Gast und gab ein Konzert im Anhaltischen Theater Dessau, ebenso wie die Komische Oper Berlin. Zum Abschluss des 22. Kurt-Weill-Fest führte die Staatsoperette Dresden das von Weill selbst als „Broadway-Operette“ bezeichnete Stück „The Firebrand of Florence“ in einer szenischen Fassung in Dessau auf.
2014 konnte erstmals begleitend zum Kurt-Weill-Fest der Festivalradiosender WeillFM auf der UKW-Frequenz 88,7 in Dessau und Umgebung sowie per Livestream im Internet oder über die App radio.de weltweit empfangen werden. Der Sender entstand aus einer Kooperation des Kurt-Weill-Fest mit dem Alternativen Jugendzentrum Dessau, dem Dessauer Beatclub und dem hallenser Radiosender Corax. Zentraler Bestandteil des Projekts war eine Gruppe Jugendlicher mit dem selbst gewählten Namen „New Weill Generation“. Der Sender begleitete das Festival drei Wochen lang und lieferte Hintergrundinformationen in Form von Reportagen, Lesungen, Features, Interviews und Konzertmitschnitten.

### „Vom Lied zum Song“ (2015)

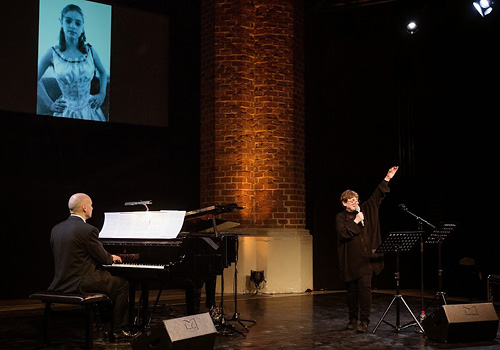
Katharina Thalbach beim Kurt Weill Fest Dessau.

An 17 Tagen begab sich das Festspielpublikum des 23. Kurt-Weill-Fest auf die Reise „Vom Lied zum Song“. In rund 60 Veranstaltungen an 22 Spielstätten in fünf Städten (Dessau-Roßlau, Wörlitz, Magdeburg, Halle (Saale) und Wittenberg) gestalteten knapp 550 Künstler aus aller Welt ein facettenreiches Programm. Neue Verbindungen zwischen Text und Musik, zwischen Wortkunst und musikalischer Dichtung wurden erschlossen. Die Artist-in-Residence übernahm die bekannte Schauspielerin Cornelia Froboess. Ihr zur Seite standen langjährige Partner wie Sigi Schwab aber auch neue Partnern wie dem Julia Hülsmann Quintett oder dem Jazz-Musiker Dieter Ilg. Den Auftakt ihrer Residenz bildete im Eichenkranz „Je weiter meine Stimme dringt“ mit Liedern und Briefen von Kurt Weill, Wilhelm Müller, Ernst Krenek und Friedrich Holländer.

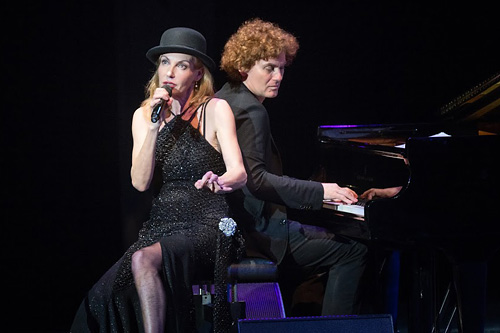
Ute Lemper bei ihrem Auftritt beim Kurt Weill Fest 2015.

Einen weiteren Schwerpunkt des Festivals bildeten die Aufführungen von vier Bühnenwerken Weills: die Neufassung des Broadway-Musicals Johnny Johnson als Braver Soldat Johnny, Die Dreigroschenoper, das Mahagonny-Songspiel und Royal Palace. Das Kurt-Weill-Fest konnte damit einen perfekten Bogen von den Anfängen Weills in Deutschland bis hin zu seinen amerikanischen Musicals schlagen. Neben den langjährigen Partnern wie dem Ensemble Modern, der Staatsphilharmonie Rheinland-Pfalz und dem MDR-Sinfonieorchester unter Leitung von Kristjan Järvi feierten Stars wie Ute Lemper und Katharina Thalbach ihr Debüt beim Festival. In neuen Spielstätten wie der Moritzburg in Halle (Saale) und dem Landesfunkhaus Sachsen-Anhalt sowie dem Theater Magdeburg gewann das Festival neue Partner und Zuschauer.

### „Krenek, Weill & Die Moderne“ (2016)
Die 24. Auflage des Kurt Weill Fest feierte mit „Krenek, Weill & Die Moderne“ zwei der großen Komponisten-Stars der 1920er Jahre und feierte zugleich die Vitalität der Weimarer Republik, die ein wesentliches Zentrum in Dessau hatte. Vom 26. Februar bis zum 13. März präsentierte das Landesmusikfest der Klassischen Moderne nahezu 60 Konzerte an 24 Spielstätten in Dessau-Roßlau, Magdeburg, Halle, Wittenberg und Wörlitz. Das Symposium „Zeitgenossenschaft! – Ernst Krenek und Weill im Netzwerk der Moderne“ stellte die besonderen Verbindungen der beiden Komponisten und Zeitzeugen heraus. Einen besonderen Raum nahm dabei die Kooperation mit der Ernst Krenek Institut Privatstiftung ein. Im Zentrum stand dabei die Aufführung der beiden ersten Violinkonzerte von Krenek und Weill, die vom Artist-in-Residence Ernst Kovacic gemeinsam mit der Deutschen Staatsphilharmonie Rheinland-Pfalz und der Anhaltischen Philharmonie Dessau interpretiert wurden.
Des Weiteren präsentierte das Anhaltische Theater Dessau in einer Kooperation mit dem Fest die beiden Operneinakter Der Zar läßt sich photographieren sowie Der Diktator. Das Ensemble Modern präsentierte Die Dreigroschenoper und die von Giselher Schubert neue edierte Fassung des Mahagonny Songspiels. Ein besonderes Highlight bildeten die Auftritte von Nina Hagen im Theater Magdeburg und Anhaltischen Theater Dessau, in denen sie ihre Verbindung zu Weill und Brecht offenbarte. Weitere Stars des Festivals waren unter anderem Nils Landgren, Dieter Ilg, Viktoria Tolstoy, Cornelia Froboess, Julia Hülsmann und viele weitere Größen der Musikbranche. Eindrucksvoll gestaltete sich die Erschließung der neu aufgenommenen Spielstätte – dem DB Instandhaltungswerk Dessau.

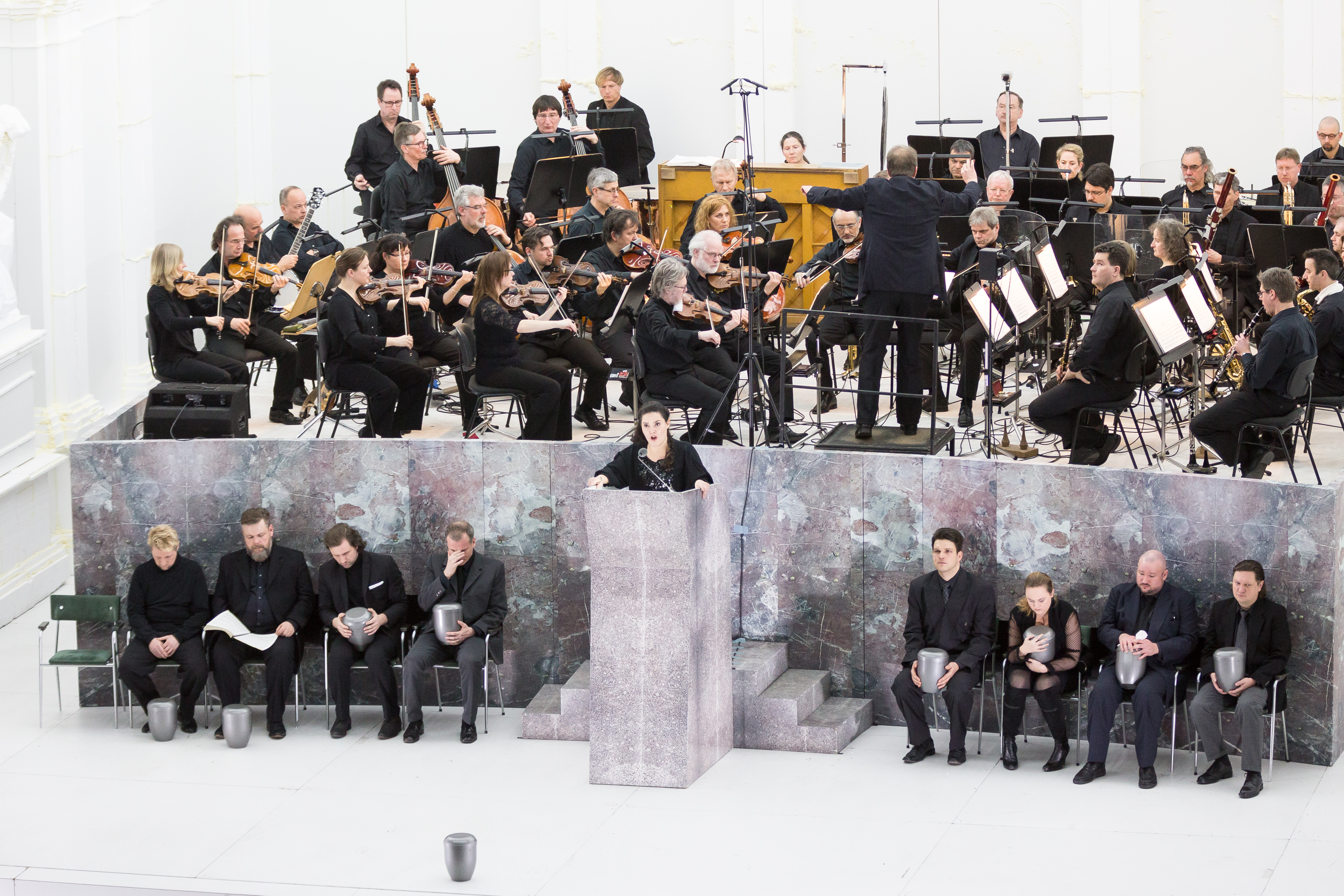
Aufstieg und Fall der Stadt Mahagonny – Opernhaus Halle

### „Luther, Weill & Mendelssohn“ (2017)
Das 25. Kurt Weill Fest fand unter dem Motto „Luther, Weill & Mendelssohn“ statt und beleuchtete Themen der Reformation, der Aufklärung und der Klassischen Moderne. Vom 24. Februar bis 12. März 2017 präsentierten sich 436 Künstler aus aller Welt in 58 Veranstaltungen an 26 verschiedenen Spielstätten in Dessau-Roßlau, Magdeburg, Halle (Saale), Lutherstadt Wittenberg und Wörlitz. Mit den Gästen des Rahmenprogramms, welches unter anderem die Ausstellung „Das verdächtige Saxophon – ‚Entartete Musik‘ im NS-Staat“ beinhaltete, hatte das Kurt Weill Fest knapp 18.000 Besucher. Auf den großen und kleinen Bühnen traten Künstler wie Ulrich Tukur, Nils Landgren und Fabian Busch, das Ensemble Modern sowie weitere etablierte Stars, aber auch Newcomer wie Aurelia Shimkus auf.

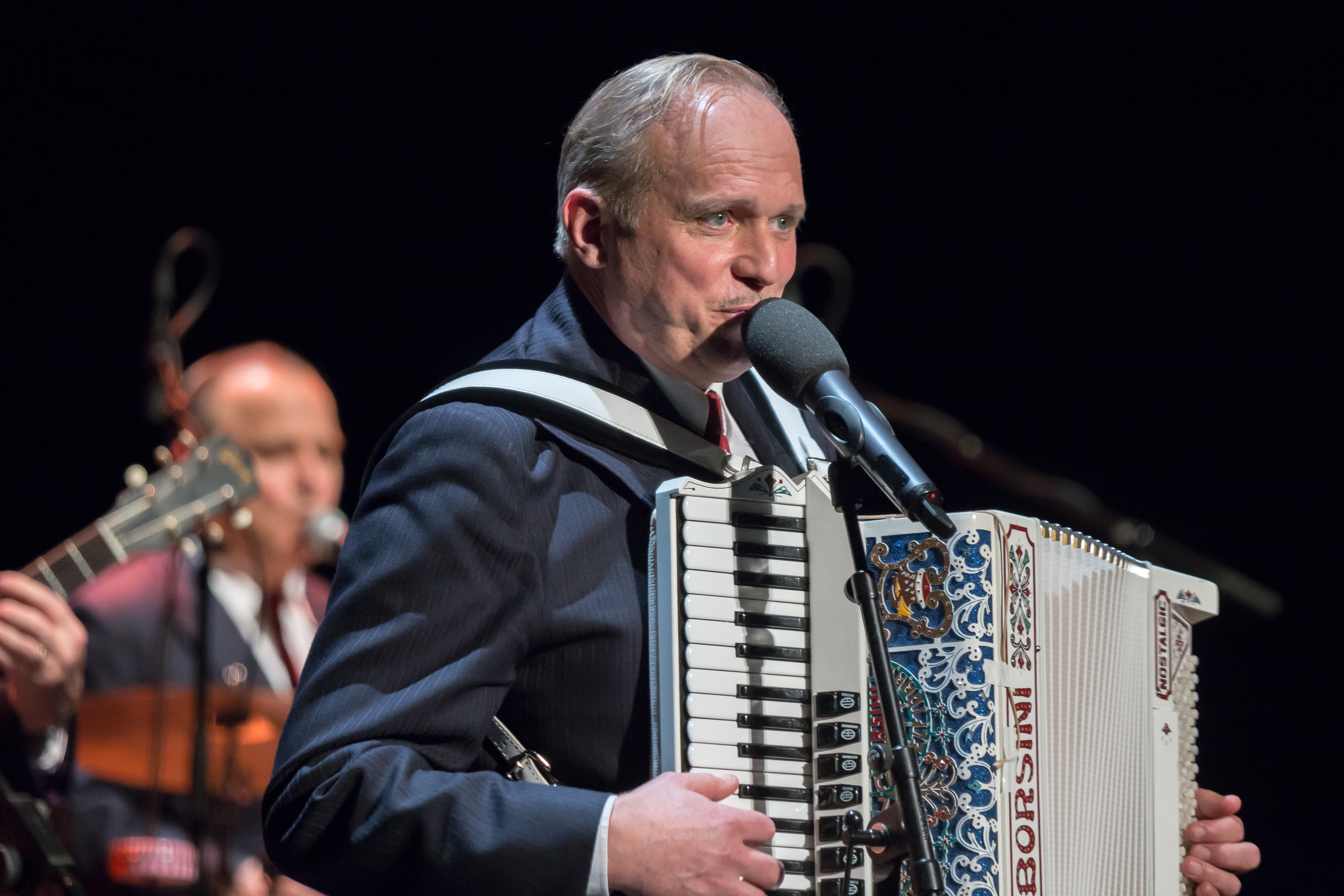
Ulrich Tukur im Anhaltischen Theater Dessau

Das älteste Rundfunkorchester Deutschlands, das MDR-Sinfonieorchester, gab drei Konzerte. Mit Die sieben Todsünden, Die Verheißung und Braver Soldat Johnny sowie dem Chorprogramm Reformation & Revolution des MDR Rundfunkchores waren die Klangkörper des Mitteldeutschen Rundfunks an allen drei Wochenenden des Festes präsent. Erstmals war das Opernhaus Halle im Festival mit der Produktion der Oper Aufstieg und Fall der Stadt Mahagonny vertreten.

### „Weill auf die Bühne!“ (2018)
Unter dem Motto „Weill auf die Bühne!“ fand das 26. Kurt-Weill-Fest vom 23. Februar bis 11. März 2018 statt. An insgesamt 17 Tagen gastierten 525 Künstler aus aller Welt an 26 verschiedenen Spielstätten in Sachsen-Anhalt, darunter: Dessau-Roßlau, Magdeburg, Halle (Saale) Zerbst, Gröbzig und Wörlitz. Das Kurt-Weill-Fest vermeldete insgesamt 20.500 Besucher. Einen inhaltlichen Schwerpunkt legte das Team der vier Intendanten, angeführt vom Berliner Konzertmanager Gerhard Kämpfe, auf die bedeutenden Leistungen von Kurt Weill bei der Erneuerung des musikalischen Theaters in Europa. Die Dreigroschenoper feierte am Anhaltischen Theater Dessau Premiere mit einer Neuinszenierung von Ezio Toffolutti. Mit der „La Bettleropera“, als Vorgänger der eigentlichen Dreigroschenoper, gastierte die Neuköllner Oper in Berlin beim Kurt-Weill-Fest. Musikalisch neu interpretiert und komponiert wurde das Werk von Moritz Eggert.

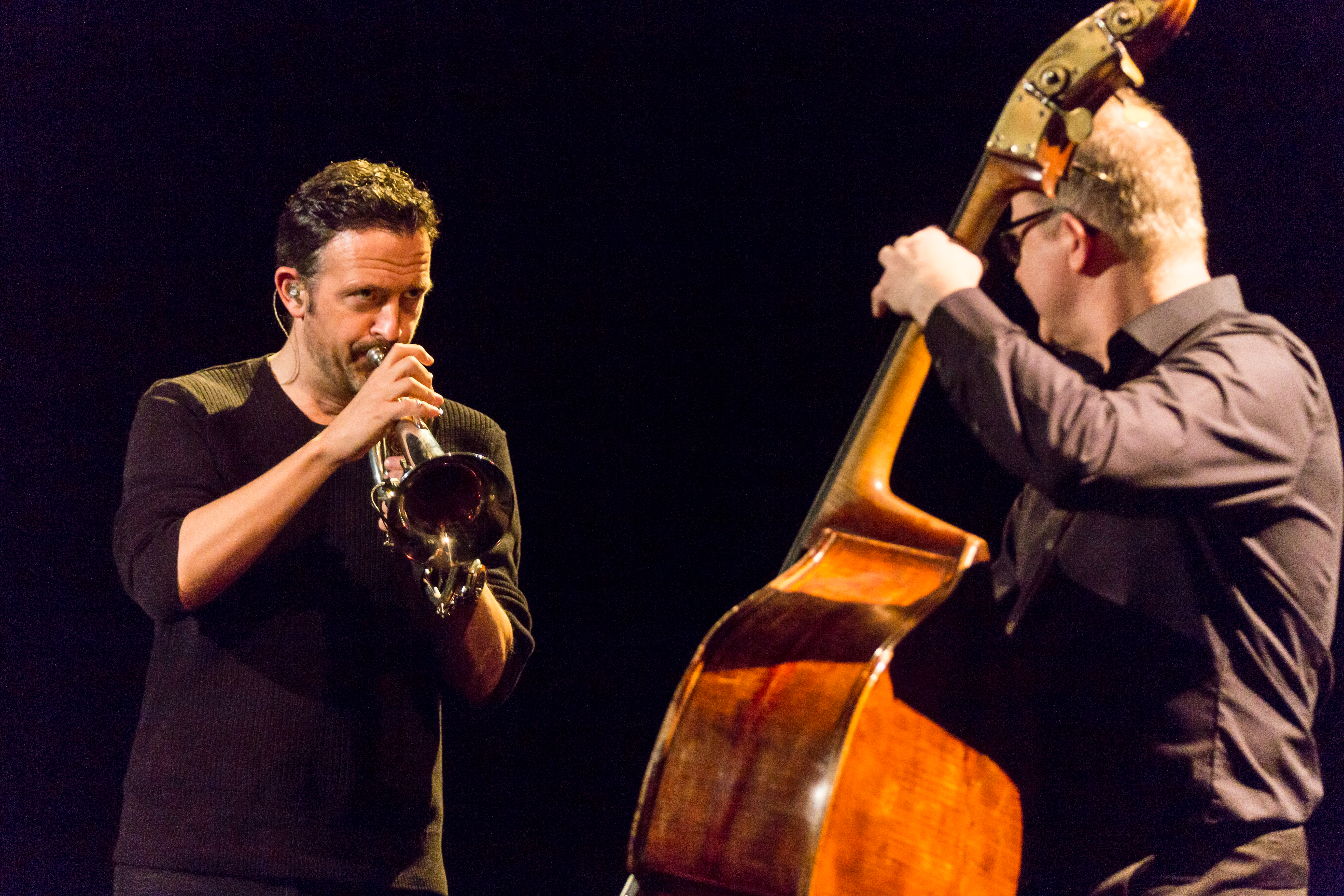
Till Brönner & Dieter Ilg

Auf Till Brönner als Artist-in-Residence lag die meiste Aufmerksamkeit während des Festivals. Unter der Leitung von Markus L. Frank eröffnete er zusammen mit der Anhaltischen Philharmonie Dessau das Festival. Bekannte Künstler beim diesjährigen Kurt-Weill-Fest waren des Weiteren: Jan Josef Liefers, Ute Lemper, Dagmar Manzel, Ilja Richter, Julia Hülsmann, der Synagogalchor Leipzig, das Blockflötenquartett „Flautando“, der Countertenor Jochen Kowalski, sowie Newcomer wie beispielsweise das „Vision String Quartet“ oder das Gyldfeldt Quartett.

## Spielstätten
- Altes Rathaus Wittenberg
- Altes Theater Dessau
- Anhaltisches Theater
- Auferstehungskirche Dessau-Ziebigk
- Bauhaus Dessau
- Beatclub Dessau
- Bugenhagenhaus Wittenberg
- Eichenkranz Wörlitz
- Elbe-Werk Roßlau
- Schloss Georgium
- Johanniskirche Dessau
- Kiez
- Kornhaus
- Krötenhof
- Kurt-Weill-Zentrum im Haus Feininger
- Marienkirche
- Pächterhaus
- Radisson Blu Fürst Leopold Hotel
- Rathaus-Center Dessau
- Halle des Rosslauer Elbewerkes
- Schwabehaus
- Stadtmuseum Halle
- Synagoge (Gröbzig)
- Theater Magdeburg
- Moritzburg
- MDR Landesfunkhaus Magdeburg
- Ausbesserungswerk Dessau
- Exerzierhalle Wittenberg